# Введенська селищна рада
Введенська се́лищна ра́да — адміністративно-територіальна одиниця та орган місцевого самоврядування в Чугуївському районі Харківської області. Адміністративний центр — селище міського типу Введенка.

## Загальні відомості
Введенська селищна рада утворена в 1938 році.
- Територія ради: 68,91 км²
- Населення ради: 6 708 осіб (станом на 2001 рік)
- Територією ради протікають річки Уди, Роганка.

## Населені пункти
Селищній раді підпорядковані населені пункти:
- смт Введенка
- с. Зауддя
- с. Зелений Колодязь
- с. Світанок
- с. Тернова

## Склад ради
Рада складається з 30 депутатів та голови.
- Голова ради: Геращенко Ганна Юріївна
- Секретар ради: Владимирова Ніна Іванівна

### Керівний склад попередніх скликань
| Прізвище, ім'я, по батькові | Основні відомості | Дата обрання | Дата звільнення |
| --------------------------- | --- | ------------ | --------------- |
| Дягілев Микола Іванович     | Селищний голова, 1949 року народження, член Народно-демократичної партії                                                                | 26.03.2006   | 30.03.2009      |
| Тонкий Юрій Анатолійович    | Селищний голова, 1964 року народження, безпартійний                                                                                     | 02.08.2009   | 31.10.2010      |
| Тонкий Юрій Анатолійович    | Селищний голова, 1964 року народження, освіта вища, член Партії регіонів                                                                | 31.10.2010   | 25.10.2015      |
| Геращенко Ганна Юріївна     | Селищний голова, 1979 року народження, освіта вища,член Чугуївська територіальна організація ПАРТІЇ "БЛОК ПЕТРА ПОРОШЕНКА"СОЛІДАРНІСТЬ" | 25.10.2015   |                 |

Примітка: таблиця складена за даними сайту Верховної Ради України

### Депутати
За результатами місцевих виборів 2010 року депутатами ради стали:

#### За суб'єктами висування
| Суб'єкт висування            | Кількість обраних депутатів | %    |
| ---------------------------- | --------------------------- | ---- |
| Партія регіонів              | 26                          | 86,7 |
| Самовисування                | 3                           | 10   |
| Соціалістична партія України | 1                           | 3,3  |

#### За округами
| № округу                     | Прізвище, ім'я, по батькові           | Дата визнання обраним | Освіта  | Партійна приналежність | Відомості про обраного депутата                                     |
| ---------------------------- | ------------------------------------- | --------------------- | ------- | ---------------------- | ------------------------------------------------------------------- |
| Партія регіонів              |                                       |                       |         |                        |                                                                     |
| 1                            | Колишкін В'ячеслав Петрович           | 01.11.2010            | вища    | член Партії регіонів   | ТОВ"Бісквіт" м. Харків, вантажник                                   |
| 2                            | Владимирова Ніна Іванівна             | 01.11.2010            | вища    | член Партії регіонів   | Введенська селищна рада, секретар                                   |
| 3                            | Дягілєв Олександр Вікторович          | 01.11.2010            | середня | член Партії регіонів   | тимчасово не працює                                                 |
| 4                            | Артюх Віктор Володимирович            | 01.11.2010            | середня | член Партії регіонів   | Роганська кортонна фабрика, охоронець                               |
| 5                            | Губанова Олена Вікторівна             | 01.11.2010            | вища    | член Партії регіонів   | Введенський НВК, вчитель                                            |
| 6                            | Колишкін Віктор Миколайович           | 01.11.2010            | середня | член Партії регіонів   | тимчасово не працює                                                 |
| 7                            | Русанов Сергій Вікторович             | 01.11.2010            | вища    | член Партії регіонів   | ТОВ «Альтера», менеджер                                             |
| 8                            | Губін Євген Миколайович               | 01.11.2010            | середня | член Партії регіонів   | ТЦ «Барабашово», менеджер                                           |
| 9                            | Шамаріна Оксана Іванівна              | 01.11.2010            | середня | член Партії регіонів   | Введенська В/З, начальник пошти                                     |
| 10                           | Полєхіна Тетяна Василівна             | 01.11.2010            | вища    | член Партії регіонів   | Відділ у справах молоді та спорту Чуг.міс.ради, головний спеціаліст |
| 11                           | Сурков Олексій Олександрович          | 01.11.2010            | вища    | член Партії регіонів   | ЗАТ «Київстар», нач. юридичної відділу                              |
| 12                           | Степанов Олександр Анатолійович       | 01.11.2010            | вища    | член Партії регіонів   | тимчасово не працює                                                 |
| 13                           | Подорожна Любов Василівна             | 01.11.2010            | вища    | член Партії регіонів   | Введенська амбулаторія ЗПСМ, головний лікар                         |
| 14                           | Остапчук Світлана Іванівна            | 01.11.2010            | середня | член Партії регіонів   | тимчасово не працює                                                 |
| 15                           | Подорожний Вадим Ігорович             | 01.11.2010            | вища    | член Партії регіонів   | тимчасово не працює                                                 |
| 17                           | Бєгунова Тетяна Олексіївна            | 01.11.2010            | вища    | член Партії регіонів   | Тернавська загальноосвітня школа, вчитель                           |
| 18                           | Попов Юрій Віталійович                | 01.11.2010            | середня | член Партії регіонів   | Темнівська виправна колонія № 100, майстер цеху                     |
| 19                           | Пятакова Ольга Миколаївна             | 01.11.2010            | вища    | член Партії регіонів   | Введенська с/р, спеціаліст з нарахування субсидій                   |
| 20                           | Кизим Юрій Іванович                   | 01.11.2010            | середня | член Партії регіонів   | ПП «Транссервіс», механік                                           |
| 21                           | Ходикіна Олена Федорівна              | 01.11.2010            | вища    | член Партії регіонів   | Тернавська загальноосвітня школа, вчитель                           |
| 22                           | Дягілева Наталія Анатоліївна          | 01.11.2010            | вища    | член Партії регіонів   | Тернівська загальноосвітня школа, вчитель                           |
| 23                           | Губіна Тетяна Євгеніївна              | 01.11.2010            | середня | член Партії регіонів   | Тернівська ВЗ, начальник почти                                      |
| 24                           | Попова Ірина Миколаївна               | 01.11.2010            | середня | член Партії регіонів   | Введенська селищна рада, інспектор                                  |
| 25                           | Чернова Валентина Василівна           | 01.11.2010            | вища    | член Партії регіонів   | Тернівська загальноосвітня школа, вчитель                           |
| 26                           | Аулова Наталія Василівна              | 01.11.2010            | вища    | член Партії регіонів   | Тернівська загальноосвітня школа, вчитель                           |
| 27                           | Анікєєва-Лисенко Альона Олександрівна | 01.11.2010            | вища    | член Партії регіонів   | ТОВ «Колос — 2000», комерційний директор                            |
| Соціалістична партія України |                                       |                       |         |                        |                                                                     |
| 16                           | Карпеліна Ольга Миколаївна            | 01.11.2010            | середня | позапартійна           | Введенська с/р, касир                                               |
| Самовисування                |                                       |                       |         |                        |                                                                     |
| 28                           | Проскурін Костянтин Сергійович        | 01.11.2010            | середня | позапартійний          | приватний підприємець                                               |
| 29                           | Овчаренко Олександр Олександрович     | 01.11.2010            | вища    | позапартійний          | ТОВ Агрофірма «Астарта», генеральний директор                       |
| 30                           | Привалов Микола Володимирович         | 01.11.2010            | середня | позапартійний          | приватний підприємець                                               |